# Alphonce Simbu
Alphonce Felix Simbu (14 febbraio 1992) è un maratoneta tanzaniano.

## Palmarès
| Anno | Manifestazione          | Sede           | Evento        | Risultato | Prestazione | Note                                     |
| ---- | ----------------------- | -------------- | ------------- | --------- | ----------- | ---------------------------------------- |
| 2011 | Giochi panafricani      | Maputo         | 10000 m piani | 8º        | 29'58"20    |                                          |
| 2015 | Mondiali                | Pechino        | Maratona      | 12º       | 2h16'58"    |                                          |
| 2016 | Giochi olimpici         | Rio de Janeiro | Maratona      | 5º        | 2h11'15"    |                                          |
| 2017 | Mondiali                | Londra         | Maratona      | Bronzo    | 2h09'51"    |                                          |
| 2019 | Mondiali                | Doha           | Maratona      | 16º       | 2h13'57"    |                                          |
| 2021 | Giochi olimpici         | Tokyo          | Maratona      | 7º        | 2h11'35"    | Miglior prestazione personale stagionale |
| 2022 | Giochi del Commonwealth | Birmingham     | Maratona      | Argento   | 2'12"29     |                                          |
| 2023 | Mondiali                | Budapest       | Maratona      | dnf       | dnf         |                                          |
| 2024 | Giochi olimpici         | Parigi         | Maratona      | 17º       | 2h10'03"    |                                          |

## Campionati nazionali
2021
- Bronzo ai campionati tanzaniani, 10000 m piani - 31'07"25
- Bronzo ai campionati tanzaniani, 5000 m piani - 14'38"88

## Altre competizioni internazionali
2016
- Bronzo alla Maratona del lago Biwa ( Ōtsu) - 2h09'19"

2017
- 5º alla Maratona di Londra ( Londra) - 2h09'10"
- Oro alla Maratona di Mumbai ( Mumbai) - 2h09'32"

2019
- 6º alla Maratona del lago Biwa ( Ōtsu) - 2h08'27"
- Argento ai Giochi Mondiali militari ( Wuhan), maratona - 2h11'16"

2021
- Argento alla Maratona di Abu Dhabi ( Abu Dhabi) - 2h07'50"

2022
- Bronzo alla Milano Marathon ( Milano) - 2h06'20"

2023
- Argento alla Maratona di Shanghai ( Shanghai) - 2h05'39"

2024
- 4º alla Maratona di Valencia ( Valencia) - 2h04'38"

2025
- Argento alla Maratona di Boston ( Boston) - 2h05'04"